# Aresa
Aresa (bělorusky Арэса, polsky Oressa, rusky Оресса Oressa nebo Расса Rassa) je řeka v Minské a Homelské oblasti v Bělorusku, pravý přítok Ptiče (povodí Pripjati a Dněpru). Je 151 km dlouhá. Povodí má rozlohu 3580 km².

## Průběh toku
Protéká severním okrajem Polesí. Zdroj vody je smíšený s převahou sněhového. Zamrzá v listopadu až únoru a rozmrzá v březnu až v první polovině dubna. Koryto Oressy je kanalizované, v jejím povodí se nachází řada odvodňovacích kanálů a na horním toku Ljubaňská vodní nádrž. Je splavná. Na řece leží město Ljubaň.

## Vodní stav
Průměrný průtok ve vzdálenosti 12 km od ústí činí 15,9 m³/s.